# Sima Andrejević-Igumanov
Sima Andrejević-Igumanov, född 30 januari 1804 i Prizren, död 24 februari 1882 i Prizren, var en  kosovoserbisk donator.
Sima Andrejević-Igumanov levde i Konstantinopel och i Odessa vid Svarta havet och blev rik på handel med tobak och snuff. Han återvände till Serbien och bekostade byggandet av flera skolor och gjorde det möjligt för studenter i Kosovo att studera vid universitetet i Belgrad. Han stödde också ekonomiskt Ortodoxa seminariet (på serbokroatiska Bogoslovija) i sin hemstad Prizren.